# Дзелинда (разъезд)
Дзели́нда (423 км) — разъезд Северобайкальского региона Восточно-Сибирской железной дороги на Байкало-Амурской магистрали (1142 километр).
Находится на правобережье Верхней Ангары (в 4 км к северу от русла реки), в 12 км к западу от места впадения реки Дзелинды в Верхнюю Ангару у курортного местечка Источник Дзелинда, в Северо-Байкальском районе Республики Бурятия. Связана пригородным сообщением с городом Северобайкальском.
В недавнем прошлом разъезд был остановочным пунктом 423 км (по расстоянию от станции Лена-Восточная в городе Усть-Кут).

## Пригородное сообщение по станции
| № поезда | Маршрут движения                  | № поезда | Маршрут движения                  |
| -------- | --------------------------------- | -------- | --------------------------------- |
| 6375     | Кюхельбекерская — Северобайкальск | 6376     | Северобайкальск — Кюхельбекерская |
| 6371     | Новый Уоян — Северобайкальск      | 6372     | Северобайкальск — Новый Уоян      |